# Isla Rasa del Este
La isla Rasa del Este (en inglés: Jason East Cay) es una isla del noroeste del archipiélago de las Malvinas, que forma parte del grupo de las "islas Los Salvajes" y se encuentra al oriente de la isla Rasa del Oeste y al noroeste de la isla Salvaje del Oeste.
El extremo norte de este accidente geográfico es uno de los puntos que determinan las líneas de base de la República Argentina, a partir de las cuales se miden los espacios marítimos que rodean al archipiélago.
Por su nombre similar, no se debe confundir con la isla Rasa de este archipiélago, que se encuentra al oeste de la isla de Borbón.